# Mount Ness
Mount Ness är ett berg i Antarktis. Det ligger i Västantarktis. Argentina, Chile och Storbritannien gör anspråk på området. Toppen på Mount Ness är 1 890 meter över havet.
Terrängen runt Mount Ness är platt åt sydost, men åt nordväst är den kuperad. Trakten är obefolkad. Det finns inga samhällen i närheten. 